# سیلورواتر، نیو ساوت ولز
سیلورواتر (به انگلیسی: Silverwater) یک حومه شهر در استرالیا است که در نیو ساوت ولز واقع شده‌است.